# Charles Leigh
Charles Leigh é um ex-jogador profissional de futebol americano estadunidense

## Carreira
Charles Leigh foi campeão da temporada de 1973 da National Football League jogando pelo Miami Dolphins.